# Marie Louis Antonin Viel de Lunas d'Espeuilles
Pour les articles homonymes, voir d'Espeuilles.

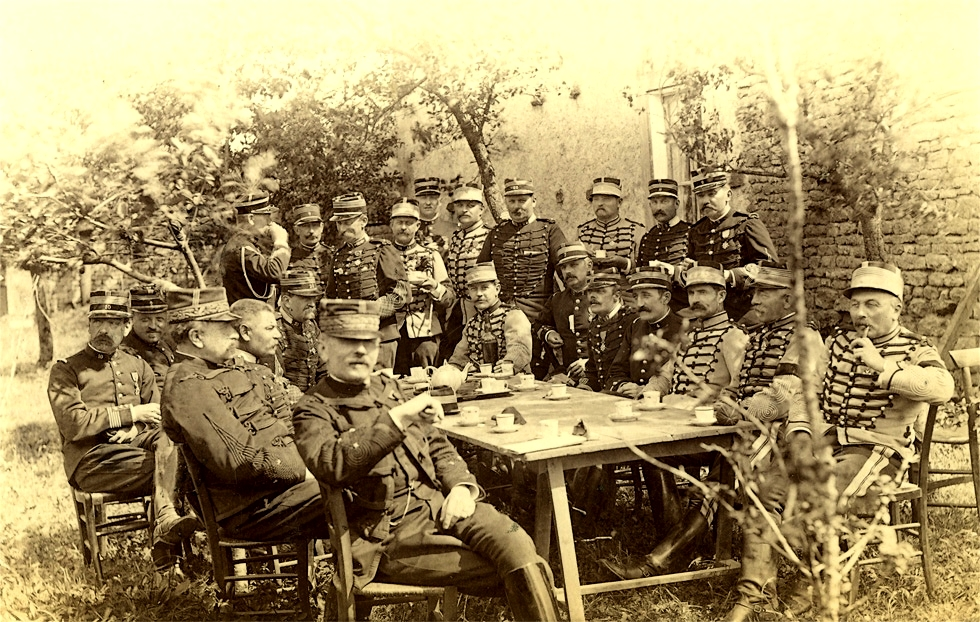
Officiers des 4e et 5e divisions de cavalerie en 1891. (le général d'Espeuilles est absent).

Marie Louis Antonin de Viel de Lunas d'Espeuilles, ou Antonin Gislhain Napoléon Ludovic Christian de Viel de Lunas, est un général et homme politique français du Second Empire et de la Troisième République, né le 19 mai 1831 à Paris, et mort le 21 novembre 1913 à Saint-Honoré-les-Bains (Nièvre).

## Biographie
Fils aîné d'Antoine Théodore de Viel de Lunas d'Espeuilles, sénateur du Second Empire, agronome, conseiller général de la Nièvre et maire de Saint-Honoré-les-Bains, et de sa première épouse, Antoinette Pauline Le Peletier de Rosanbo (vers 1808-1832).
Son père étant veuf, il épouse en secondes noces Louise Françoise de Châteaubriand en 1833. De cette union naît un garçon en 1840 : Marie Louis Albéric de Viel Lunas d'Espeuilles, qui épouse Marguerite Adrienne de Caulaincourt (née en 1850) le 6 juillet 1872.
En 1834, son père crée la manufacture de La Poterie de la Montagne et refonde les Thermes de Saint-Honoré-les-Bains en 1851. La même année, Marie Louis Antonin de Viel de Lunas d'Espeuilles sort de l'École spéciale militaire de Saint-Cyr avec le grade de sous-lieutenant de cavalerie, promu lieutenant en 1856. Il est attaché auprès de son parent le maréchal Mac-Mahon comme officier d'ordonnance. Il participe aux campagnes de Crimée, de Kabylie et d'Italie. Il fait un bref passage dans les lanciers de la Garde et prend part à la guerre du Mexique (1862-1865) où il est nommé chef d'escadron. Il commande au Mexique les escadrons du 5e régiment de hussards et est en rivalité avec Gaston de Galliffet, qui est comme lui beau garçon. Ils ne s'aimaient pas beaucoup, paraît-il, mais étaient trop grand seigneurs pour en rien laisser paraître. Protégé de Mac-Mahon, il le deviendra de l'empereur.
En 1867, il est promu lieutenant-colonel et devient officier d'ordonnance de Napoléon III, puis aide de camp de son fils le prince impérial, Louis-Napoléon Bonaparte. Il est nommé colonel en 1870. Lorsque la guerre de 1870 éclate, il commande le 3e régiment de hussards et prend part à de nombreux combats : Wissembourg, Reischoffen et à Sedan, où il s'échappe et parvient à reconstituer son régiment à Chambéry. Il reçoit à l'Armée de la Loire le commandement de la cavalerie du 17e corps d'armée et devient, une fois la paix signée, général de brigade.
Le 7 septembre 1871, à Paris, il épouse Caroline Marie Eugénie Philippe Gislhaine Maret de Bassano née le 9 avril 1847 à Bruxelles, fille du duc de Bassano (1803-1898) et de Pauline Van Den Linden d'Hooghvorst. Le couple a quatre enfants : Pauline de Viel de Lunas d'Espeuilles, Marquise de Castéja (1876-1948), Madeleine de Viel de Lunas d'Espeuilles (1878-1959), Marie de Viel de Lunas d'Espeuilles (née en 1879) et Antonin Christian de Viel de Lunas d'Espeuilles (1881-1972).
Il devient commandant de la cavalerie du 17e corps d'armée de la Loire et le 16 septembre 1871 est nommé général de brigade.
C'est un conservateur bonapartiste et il fait le déplacement pour assister aux funérailles de Napoléon III en Angleterre le 15 janvier 1873 à Chislehurst. 
Il entame une carrière politique dans son fief du Morvan où il est élu sénateur de la Nièvre par 199 voix sur 378 votants le 30 janvier 1876. Il siège à la droite de la Chambre haute dans le groupe bonapartiste et il apporte son soutien au président Mac-Mahon lors de la crise du 16 mai 1877, ainsi que pour la dissolution de la Chambre des députés. Il vote toujours avec la majorité monarchiste jusqu'au renouvellement triennal du 5 janvier 1879, où il est battu de 10 voix par Jean-Baptiste Massé, candidat républicain. 
Après cet échec, il retourne dans l'armée. Il devient inspecteur de la cavalerie en Algérie. Nommé au commandement de la 4e Division de cavalerie à Sedan. Il est nommé au commandement du 13e corps d'armée à Clermont-Ferrand et est placé ensuite dans le cadre de la réserve. Il est membre du conseil supérieur de la guerre.
Il meurt le 21 novembre 1913 au château de la Montagne à Saint-Honoré-les-Bains, où il est inhumé aux côtés des siens.

## Carrière
- 1851 : sous-lieutenant de cavalerie au 6e régiment de hussards (colonel : Edgar Ney) ;
- 1856 : lieutenant ;
- 1859 : capitaine, campagne d'Italie, bataille de Magenta ;
- 1859 : officier d'ordonnance du maréchal Mac-Mahon ;
- 13 août 1865 : chef d'escadron au 5e régiment de hussards ;
- 1867 : lieutenant-colonel, officier d'ordonnance de l'empereur Napoléon III, puis aide de camp du prince impérial ;
- 1870 : colonel du 3e régiment de hussards ;
- 1871 : commandant de la cavalerie du 17e corps d'armée de la Loire ;
- 16 septembre 1871 : général de brigade ;
- 1876-1879 : sénateur de la Nièvre ;
- 1879 : conseiller général du canton de Moulins-Engilbert ;
- 1878 : général de division ;
- 1879 : inspecteur de la cavalerie en Algérie ;
- vers 1890 : commandant de la 4e division de cavalerie à Sedan ;
- 1893 : commandant du 13e corps d'armée à Clermont-Ferrand, inspecteur général de la cavalerie, membre du conseil supérieur de la guerre.

## Décorations
- 1859 : officier de la Légion d'honneur à la bataille de Magenta ;
- Commandeur de la Légion d'honneur ;
- Grand officier de la Légion d'honneur.